# Lepidochrysops dicksoni
Lepidochrysops dicksoni är en fjärilsart som beskrevs av Tite 1964. Lepidochrysops dicksoni ingår i släktet Lepidochrysops och familjen juvelvingar. Inga underarter finns listade i Catalogue of Life.